# Synagogue de Verceil
La synagogue de Verceil (italien : Sinagoga di Vercelli), connue localement sous le nom de temple israélite de Verceil (italien : Tempio Israelitico di Vercelli), est l'une des grandes synagogues italiennes élevées après l'émancipation des Juifs de 1848, mais moins imposante et moins connue que celles de Rome, Florence ou Turin. Verceil est une ville du Piémont d'un peu moins de 50 000 habitants, chef-lieu de la province du même nom et important centre de culture du riz.

## Histoire de la communauté juive de Verceil
La présence juive à Verceil est attestée depuis 1446 quand deux banquiers juifs reçoivent l'autorisation d'ouvrir une banque de prêt. Une petite communauté se forme autour d'eux obligée dès 1448 de vivre dans un quartier séparé. Les Juifs sont expulsés en 1556 mais réadmis après paiement de 200 florins. En 1597, la communauté s'accroît par l'arrivée de Juifs expulsés de Milan. C'est à cette époque que le rite ashkénaze remplace le rite italien à Verceil. 
En 1624, on dénombre huit institutions de prêt à Verceil. Il est imposé aux Juifs de vivre dans un ghetto en 1724, relativement tardivement par rapport à beaucoup d'autres villes italiennes. En 1740, une première grande synagogue est créée dans le ghetto. En 1796, Elijah Emanuele Foa lègue une importante somme à la communauté juive qui permet l'établissement d'un collège rabbinique.    
La communauté est assez importante pour être représentée par le rabbin Josué Segré au Grand Sanhédrin convoqué par Napoléon Ier.   
Avec la Révolution française, la condition des Juifs s'améliore et l'émancipation est complète en 1848. La communauté compte alors environ 600 personnes et est assez prospère. En 1853 est créé à Verceil le journal Educatore Israelita, la plus diffusée des publications juives italiennes de l'époque.   
L'ancienne synagogue étant devenue trop petite, la communauté décide en 1874 de la construction d'une plus grande synagogue et profitant de la nouvelle autorisation à construire des bâtiments plus hauts, elle fait bâtir un édifice dominant les bâtiments environnants qui est inauguré en 1878.
L'émancipation des Juifs en Italie provoque simultanément un exode des Juifs vers les grandes villes (Milan, Rome), leur assimilation et souvent leur conversion au christianisme. Les Juifs ne sont plus que 369 à Verceil en 1905 et 275 en 1931. La Shoah porte le coup de grâce à la communauté juive. 26 membres de la communauté meurent dans les camps nazis et la synagogue se trouve quasi-abandonnée après la Seconde Guerre mondiale. En 1969, seuls 75 juifs demeurent à Verceil et dans la ville voisine de Biella. 
La synagogue est restaurée à partir de 2003.

## La synagogue
La synagogue s'élève au 56/58 de la rue Emanuele Foa, là où se situait l'ancien ghetto. En 1874, la communauté choisit un architecte de Verceil, Giuseppe Locarni (ce dernier participe aussi à la construction de  la synagogue de Florence). Après des siècles de discrétion où les synagogues se confondaient avec les maisons attenantes, et comme à Florence, Rome ou Turin, pour profiter de l'émancipation nouvelle, il est décidé de construire un bâtiment dominant son environnement.  
L'architecte rencontre de multiples difficultés dues à la forme du terrain et aux constructions avoisinantes qui se reflètent dans l'asymétrie du bâtiment et l'allongement de l'axe principal. La synagogue est construite en style néo-mauresque, comme beaucoup d'autres synagogues de l'époque. Locarni conçoit un projet architectural inspiré de motifs moyen-orientaux, adaptés aux besoins modernes. Il sélectionne des entrepreneurs de Verceil, les frères Bona pour les travaux de maçonnerie et des artistes locaux pour les portes de bronze de l'arche sainte, les dorures malheureusement quasiment disparues aujourd'hui et les vitraux et c'est l'entreprise de Locarni qui réalise la porte et toutes les pièces en fonte. 

### L'extérieur
La façade est recouverte de bandes horizontales blanches et bleu-clair de grès de Saltrio. Elle se compose d'un corps central et de deux corps latéraux séparés par de fins piliers octogonaux surmontés de coupoles en cuivre, soutenues de colonnettes. 
Le corps central est composé de trois ordres superposés : un porche à trois arcades, les tables de la Loi et une grande rosace composée d'étoiles de David et au sommet du bâtiment, une série de faux oculi et une corniche.       

### L'intérieur
L'intérieur est composé de trois nefs et d'une abside polygonale. Éclairé de trois ouvertures circulaires et de nombreux vitraux, il est décoré d'éléments architecturaux en relief (les cadres de la coupole et la balustrade de la galerie des femmes) et de motifs polychromes sur les murs et les voûtes par le peintre Carlo Costa.
Remarquables sont les chapiteaux sculptés à la façon byzantine et orientale, les portes de bronze de l'Arche sainte ornées des symboles du culte juif et les deux grands candélabres en bronze, derniers témoins de la belle décoration composée de meubles, d'accessoires et de lampes en argent qui ont enrichi l'intérieur du monument et qui sont pour la plupart perdus.

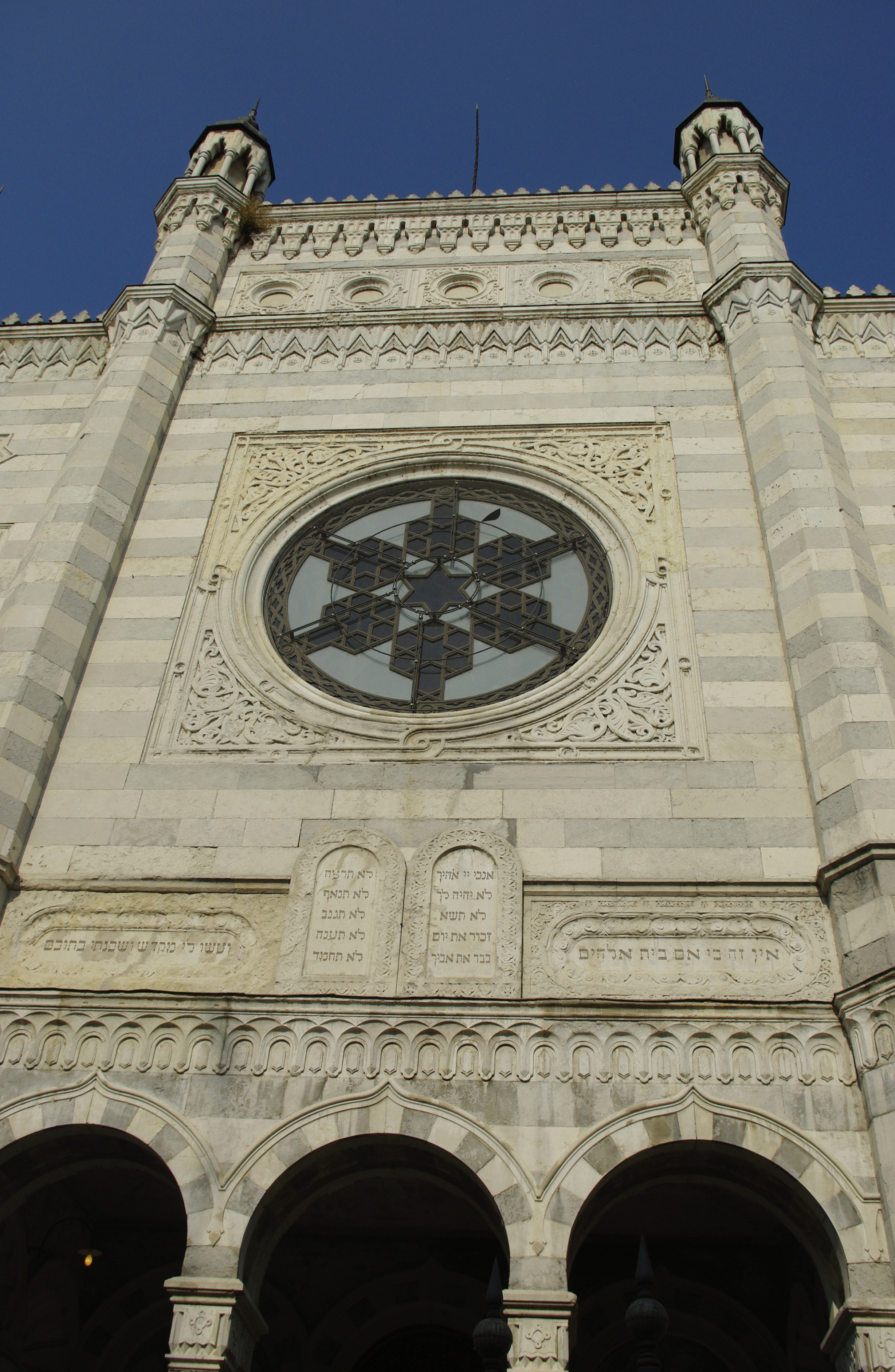
Corps central
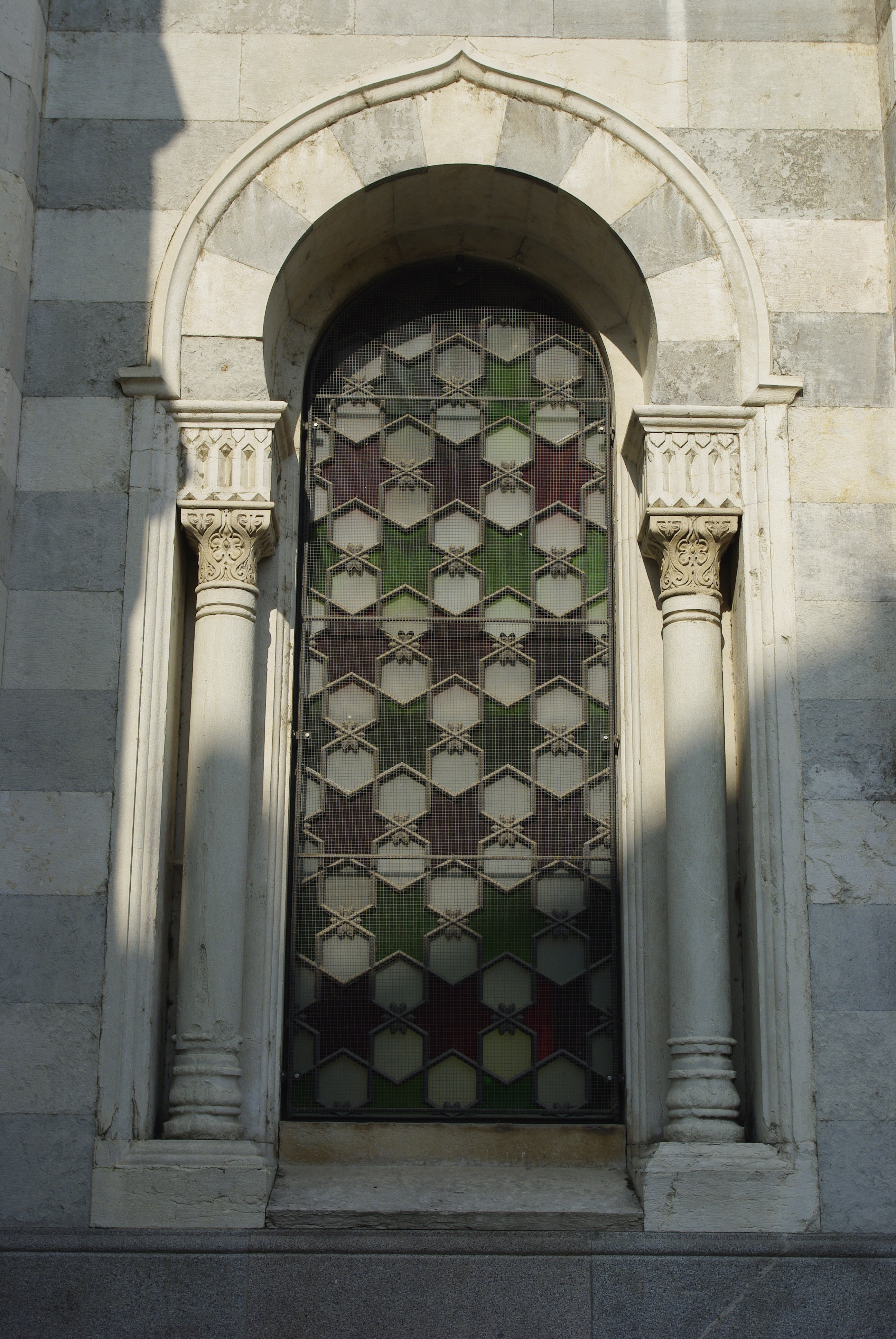
Fenêtre de la façade
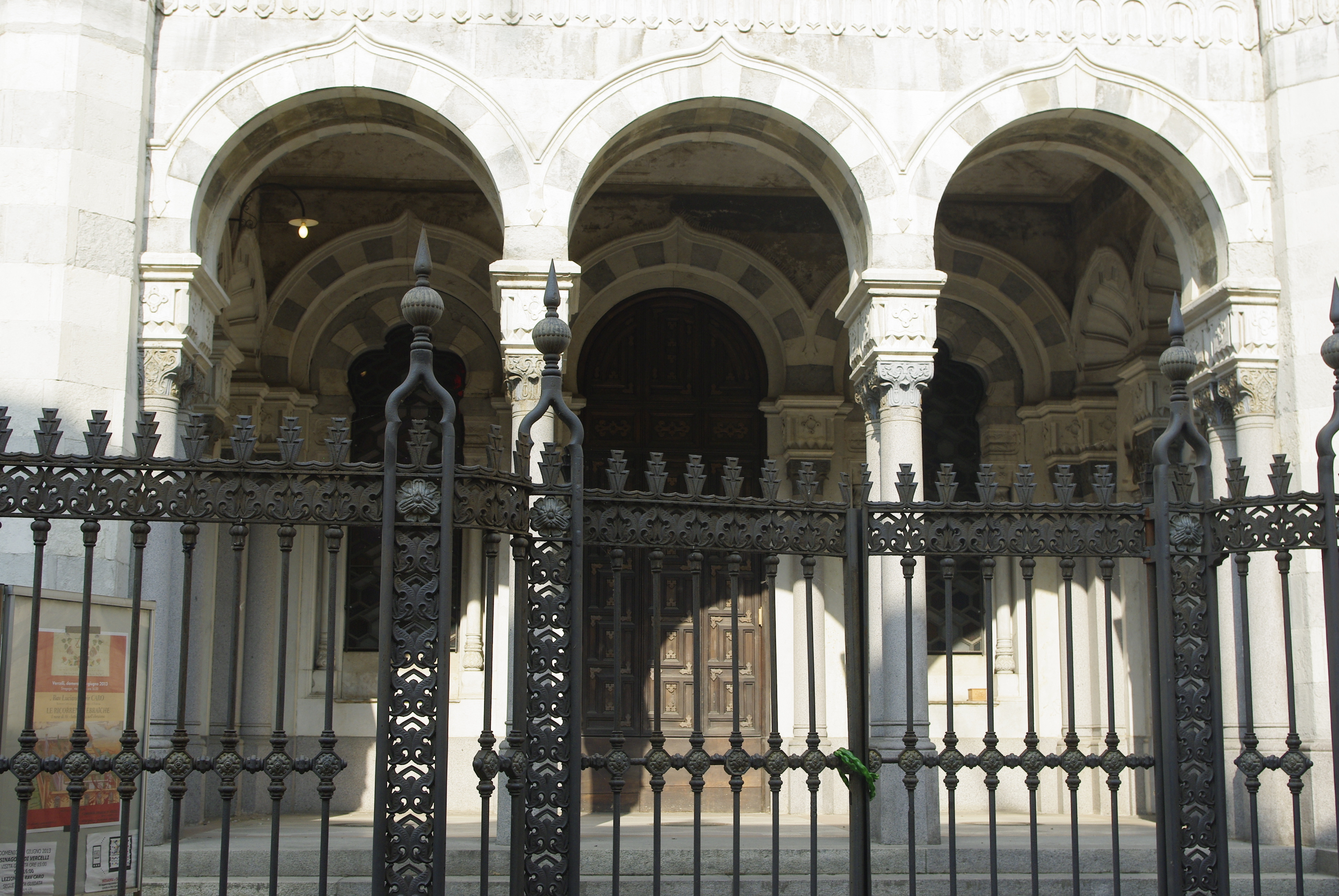
La grille et le porche
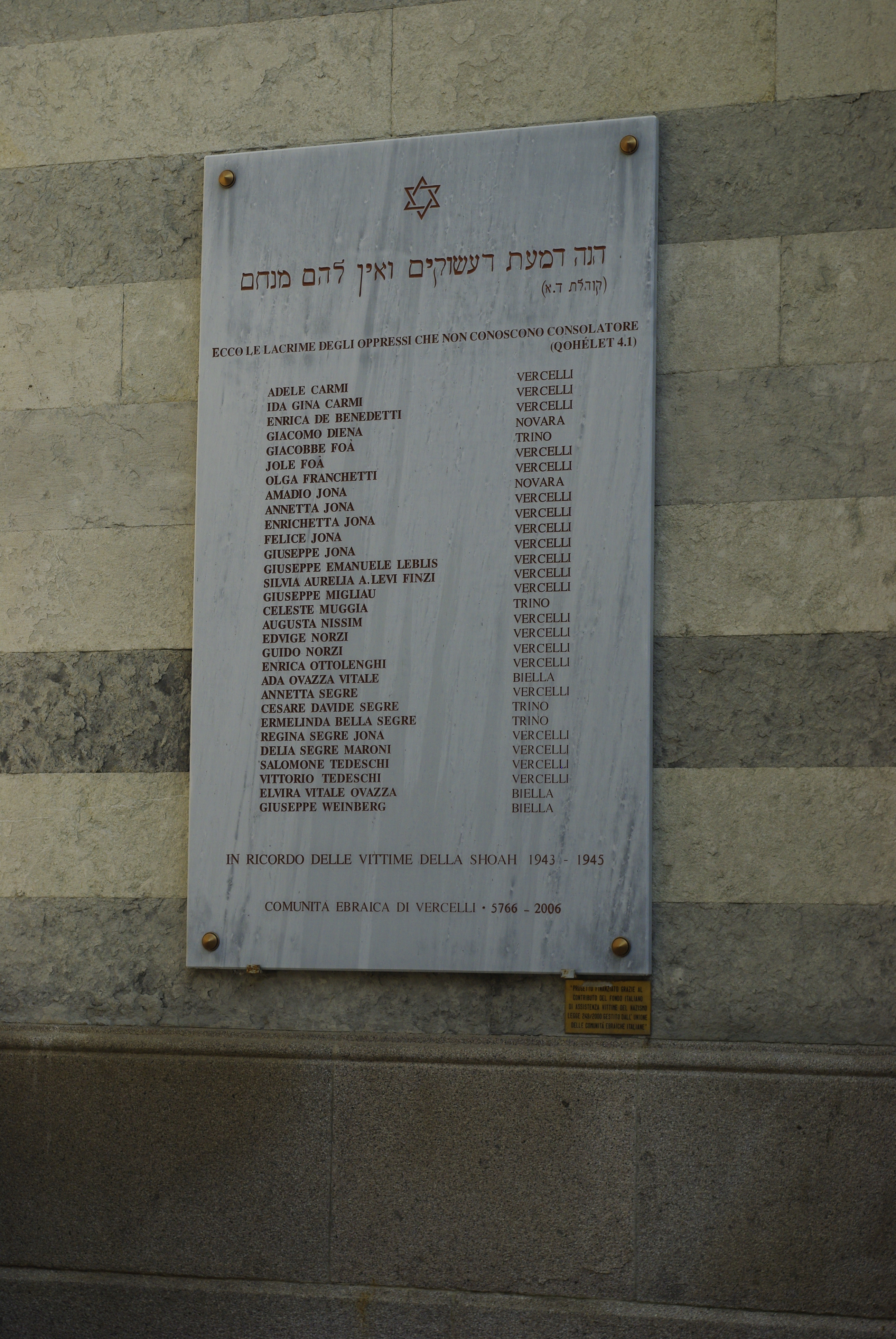
Plaque à la mémoire des déportés

## Sources
- « Vercelli », sur Jewish Encyclopedia
- Alfredo Mordechai Rabello, « Vercelli », sur Jewish Virtual Library
- Notice historique postée devant la synagogue